# Chiesetta di San Zeno (Costabissara)
La chiesetta di San Zeno è un piccolo e antico luogo di culto non più adibito a funzione religiosa presente nel territorio di Costabissara in provincia di Vicenza. Nata fra il V e il VII secolo in epoca protocristiana, ha subito numerose modifiche nel tempo diventando una piccola struttura di interesse storico in una piccola radura sul colle di San Zenone a 60 m sul livello del mare.

## Storia
La Chiesetta di San Zeno sorge pochi secoli dopo la morte di San Zenone, l'ottavo vescovo di Verona in un periodo di massimo culto del santo vista la nascita di numerose chiese dedicate a lui, come quella a San Giovanni Ilarione, Montebello, Arzignano, Poiana e Marostica.
Alcuni documenti, a partire dal 1427, ci dicono che nei secoli passati la chiesetta fungeva da romitorio per frati francescani, i quali vi officiavano delle messe, soprattutto in occasione delle rogatorie del 25 aprile, per il buon esito delle semine.
Nell'Ottocento venne adibita ad abitazione per due famiglie di coloni. Questo portò a all'innalzamento dei muri perimetrali, all'aggiunta di muri divisori, posa di solai intermedi, aggiunta di camini, apertura di porte e finestre. Molte di queste modifiche furono poi coinvolte in un crollo.

Fino agli anni cinquanta e da quasi un secolo, era "occupata da due famiglie che vivono in due locali con sovrastante granaio e un corpo di fabbrica, proseguimento dell'annessa sacrestia" (L'Avvenire d'Italia, 28.9.1940).
Negli anni settanta e ottanta il Gruppo Archeologico Cercatori Bissaresi ristrutturò parte della chiesa che rimaneva rimuovendo le strutture crollate, ricostruendo in parte i muri e recuperando manufatti importanti come l'affresco sopracitato. Nel frattempo la chiesetta venne acquistata dal Comune.
Lo stato della chiesetta a tutto il 2010 rimase piuttosto degradato e di abbandono a causa della perduta funzione religiosa ma, soprattutto, per la posizione ormai distante e scomoda dal nucleo abitativo di Costabissara che già dagli inizi del '900 ormai era praticamente tutto in pianura e non più in collina.
Il restauro eseguito tra il 2009 e il 2011 ad opera dell'Amministrazione Comunale ha ricostituito la chiesetta delle parti murarie mancanti, della copertura, ha portato al restauro dell'affresco e all'inserimento di un impianto di illuminazione elettrico.

## Architettura

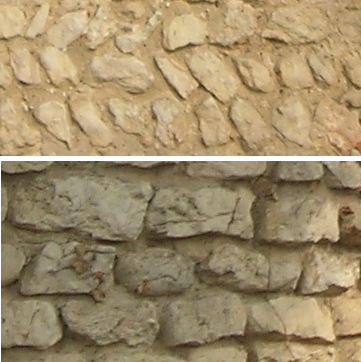
I due tipi di tessitura muraria presenti nell'abside in basso e nel resto della struttura in alto

La chiesetta è costituita da un'unica navata rettangolare di lunghezza 12,80 m e larghezza 5,10 m. La facciata, come tipico nelle prime chiese cristiane, è volta a ponente. È presente un'unica abside di raggio 2,10 m e dotata di una diversa tessitura muraria (in particolare una stilatura a finti conci) presumibilmente del XIII secolo rispetto al resto della struttura che presenta, invece, una posa di elementi lapidei a spina di pesce. Questo fa pensare che l'abside sia stata costruita in tempi successivi, probabilmente insieme all'inversione dell'orientamento della chiesa. I muri sono costituiti da pietrame ricavato nei dintorni, con numerosi mattoni che sembrano essere di fattura romana. Il ritrovamento di ossa umane all'esterno della chiesa fa pensare ad un uso anche cimiteriale del luogo.
Il pavimento interno è leggermente più basso rispetto al piano della porta, inclinato verso l'abside ed è costituito da roccia nuda. Sono state ricavate 3 sepolture: due verso l'abside con risega lungo il bordo superiore per una lapide e una verso l'ingresso e uno zoccolo ai lati per la seduta dei fedeli. Le tombe scavate nella roccia possono essere ricondotte a quelle di San Cassiano nei Berici, datate VI secolo. Storicamente è risaputo che il VI secolo era caratterizzato da un grande fervore religioso che nel vicentino si è manifestato nel culto di San Zeno.

### Le pareti
Le strutture murarie maggiormente conservate sono la facciata (nonostante le spalle dell'arco leggermente ribassate di stile alto-medioevale), la porta absidale e parte delle pareti meridionali. Un crollo nel dopoguerra ha distrutto quasi totalmente le rimanenti strutture, specialmente la copertura (presumibilmente a capriata semplice) e i locali laterali alla chiesa. Nel fianco destro era presente un ulteriore locale, probabilmente adibito a sacrestia o romitorio, ma di cui rimangono solo le fondamenta interrate e una piccola parte dei muri.
Il muro di ponente (la facciata) presenta alla destra dell'entrata ancora elementi originali e inalterati, mentre il resto della parte muraria è stato rifatto. L'arco della porta in conci di pietra calcarea è tipico dello stile di costruzione romano.
Il muro di meridione presenta due finestre a doppia strombatura che, data la fattura con mattoni romani, sono aperture postume ma comunque antiche. Presenta una porta ormai completamente murata, che doveva dare accesso alle stanze del romitorio.
Nel muro di levante (l'abside) è presente l'unica finestra originale della struttura.
Il muro di settentrione ha subito numerosi riadattamenti, tra cui l'introduzione di una canna fumaria, che però sono andati persi dal momento che è la parete che ha subito i maggiori danni nel corso del tempo.

### Affreschi e manufatti
All'interno erano presenti degli affreschi, sia lungo i lati che nell'intradosso dell'abside, di opera tardomedioevale di cui rimangono solo alcuni frammenti nella parete sud. Di questi, il più significativo è stato trovato dietro la testata di una parete divisoria che raffigura un Santo o un Angelo. Nel 1982, viste le precarie condizioni degli intonaci, è stato staccato e conservato per il restauro successivo.
Sono stati ritrovati numerosi elementi in pietra di Vicenza durante le prime operazioni di pulizia che sembrano appartenere alle originali decorazioni dell'abside del IX secolo. Questi elementi lapidei sono costituiti da frammenti di architrave di pergula e da frammenti di pluteo con decorazioni con occhielli ad ogiva annodati e combinati con diagonali intrecciate, secondo lo stile longobardo dell'epoca. Questi elementi oggi sono conservati in parte nel Museo Diocesano di Vicenza e in parte nella Sala Archeologica del Comune di Costabissara.